# Marktkwartier

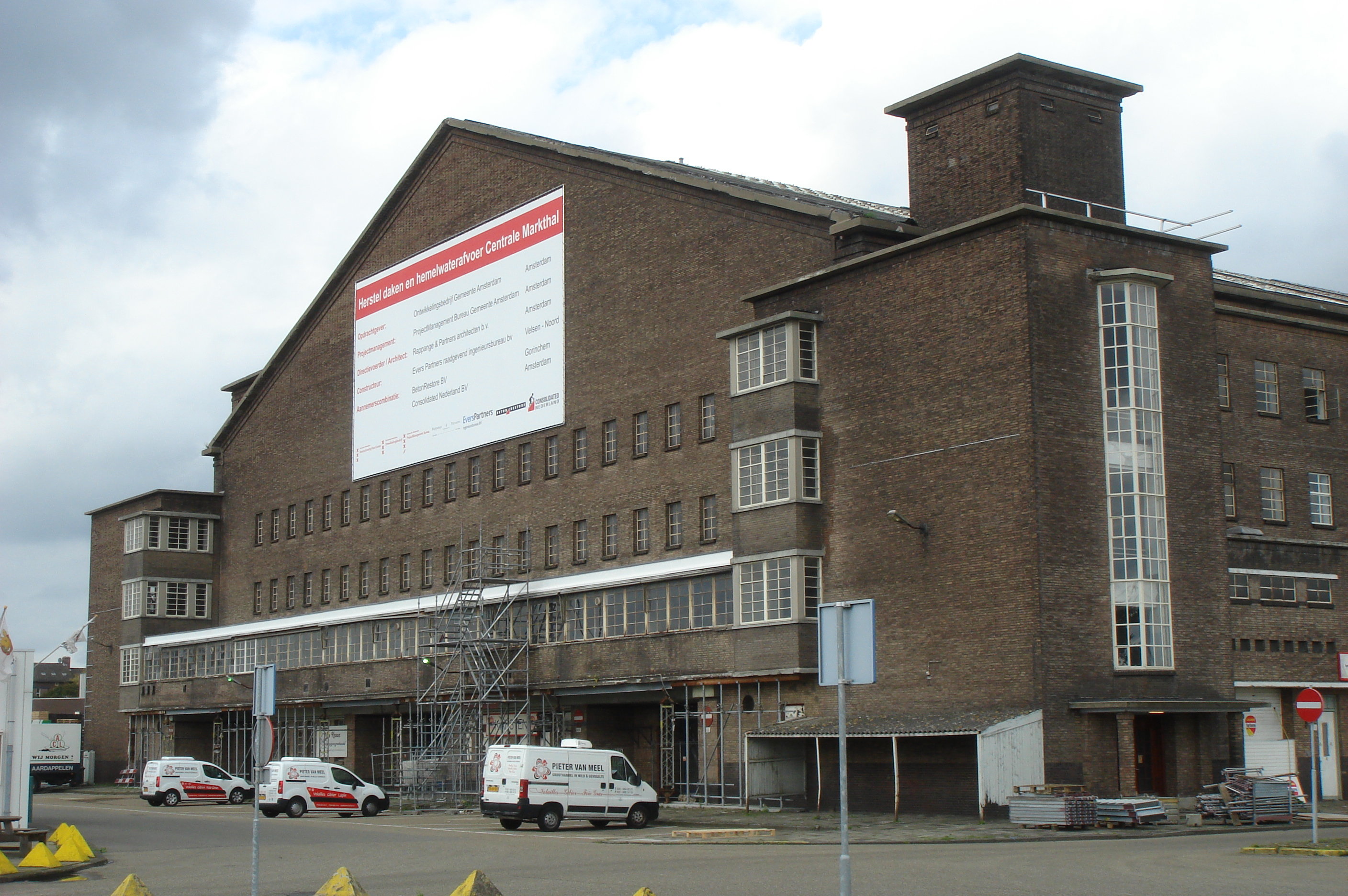
Centrale Markthal in 2011.

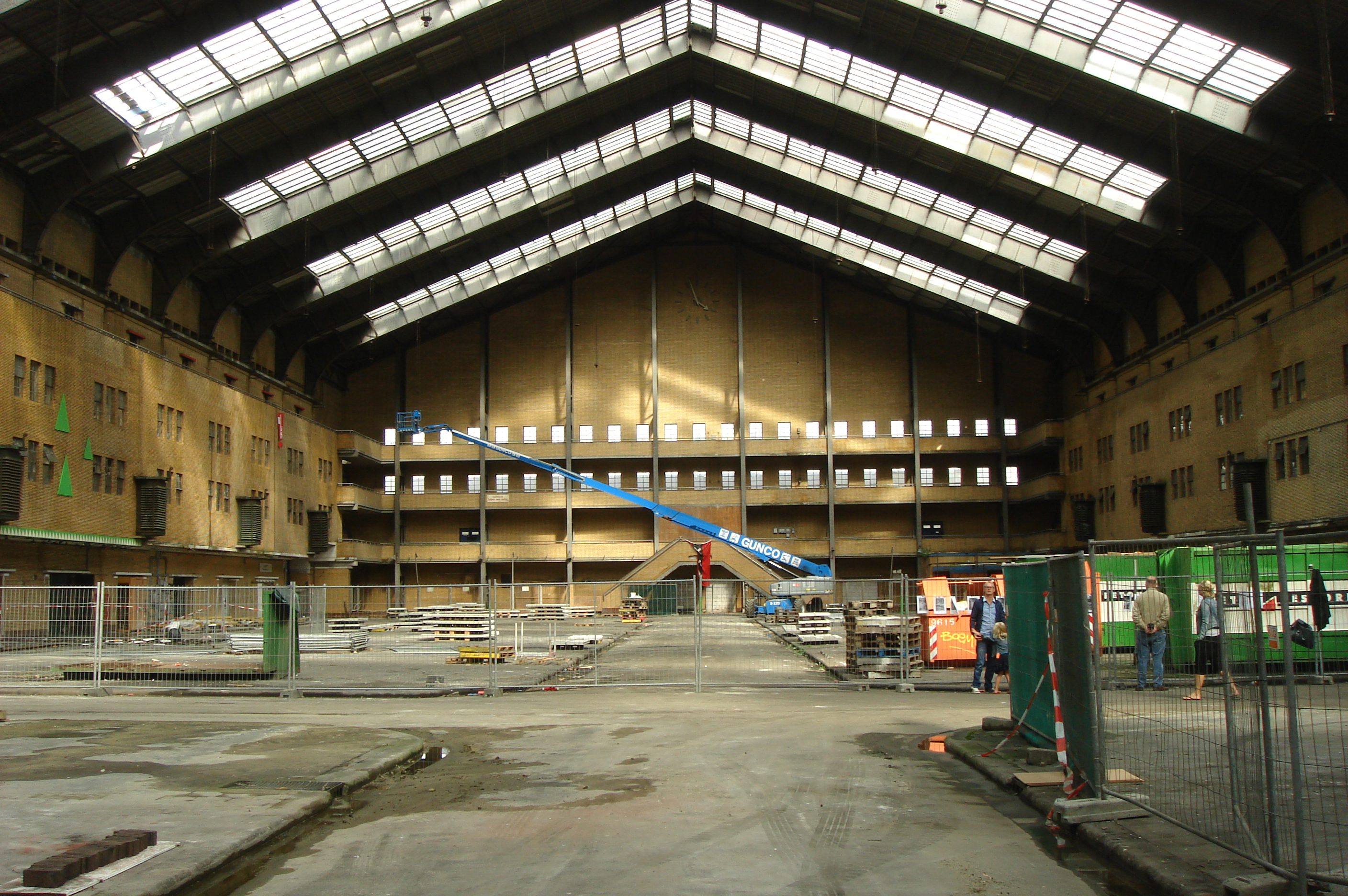
Centrale Markthal in 2011, interieur.

Het Marktkwartier is een geplande woonwijk in Amsterdam-West op het terrein van de Centrale Markthallen (Food Center Amsterdam) in Amsterdam.
Het plan is om de bestaande bedrijvigheid te verplaatsen naar het noordelijke deel van het bedrijventerrein, waarbij de toegang komt aan de noordkant bij de Haarlemmerweg. Aan de zuidkant, bij de Jan van Galenstraat, ontstaat vervolgens plek voor een nieuwe wijk met ruim 1.500 huur- en koopwoningen.
Belangrijk onderdeel van het plan is de restauratie van de monumentale markthal uit 1934. De hal is ontworpen door de architect N. Lansdorp, gelegen midden op het terrein, 70 bij 100 meter groot en heeft sinds 2007 de status van rijksmonument vanwege onder meer de cultuurhistorische en architectonische waarden. De monumentale hal krijgt een publiek karakter met ruimte voor evenementen, horeca en mogelijk een hotel. Voor de ontwikkeling van het terrein worden wel de bestaande uitgaansgelegenheden Marcanti en Club Lite opgeofferd; deze worden gesloopt en vervangen door luxe appartementencomplexen met inpandige garages.
De ontwikkeling start met de bouw van een nieuw afgesloten Food Center op de plek van het KET-terrein en het abattoir. De handel zou daarna plaats moeten vinden in nieuwe bedrijfshallen met een oppervlakte van 100.000 m².
Er komen twee routes voor wandelaars en fietsers: de Landlustroute tussen Bos en Lommer en Westerpark langs de centrale markthal en de Westerparkroute langs de kade van het Westelijk Marktkanaal.
VolkerWessels Vastgoed / Ballast Nedam verbindt zich voor een periode van 25 jaar aan de exploitatie van het 23 hectare grote gebied. Het consortium is niet alleen verantwoordelijk voor de bouw en financiering, maar ook voor de exploitatie en het beheer van het nieuwe Food Center. De gemeente draagt maximaal 20 miljoen euro bij.
In 2020 werd het te bouwen aantal woningen verhoogd tot 1.700, waarvan een kwart huurwoningen in de sociale sector. De start van de bouw is voorzien voor 2021.